# Kratinka brevis
Kratinka brevis är en stekelart som beskrevs av Boucek 1988. Kratinka brevis ingår i släktet Kratinka och familjen puppglanssteklar.
Artens utbredningsområde är Papua Nya Guinea. Inga underarter finns listade i Catalogue of Life.